# Portugália az 1980. évi nyári olimpiai játékokon
Portugália a szovjetunióbeli Moszkvában megrendezett 1980. évi nyári olimpiai játékok egyik részt vevő nemzete volt. Portugália az olimpiai zászló alatt vett részt a játékokon. Az országot az olimpián 6 sportágban 11 sportoló képviselte, akik érmet nem szereztek.

## Atlétika
Férfi
| Versenyző      | Versenyszám    | Előfutam      | Előfutam      | Előfutam      | Elődöntő | Elődöntő | Elődöntő | Döntő   | Döntő    |
| Versenyző      | Versenyszám    | Idő           | Hely.         | Össz.         | Idő      | Hely.    | Össz.    | Idő     | Helyezés |
| -------------- | -------------- | ------------- | ------------- | ------------- | -------- | -------- | -------- | ------- | -------- |
| João Campos    | 1500 m         | 3:41,25       | 5.            | 10.           | 3:44,39  | 7.       | 15.      | kiesett | kiesett  |
| Anacleto Pinto | Maraton        |               |               |               |          |          |          | 2:17:04 | 16.      |
| José Sena      | 3000 m akadály | nem ért célba | nem ért célba | nem ért célba | kiesett  | kiesett  | kiesett  | kiesett | kiesett  |

## Cselgáncs
| Versenyző           | Versenyszám | Csoport | 32-es főtábla              | Nyolcaddöntő            | Negyeddöntő                    | Elődöntő          | Vigaszág negyeddöntő      | Vigaszág elődöntő | Bronz- mérkőzés   | Döntő             | Helyezés |
| Versenyző           | Versenyszám | Csoport | Ellenfél Eredmény          | Ellenfél Eredmény       | Ellenfél Eredmény              | Ellenfél Eredmény | Ellenfél Eredmény         | Ellenfél Eredmény | Ellenfél Eredmény | Ellenfél Eredmény | Helyezés |
| ------------------- | ----------- | ------- | -------------------------- | ----------------------- | ------------------------------ | ----------------- | ------------------------- | ----------------- | ----------------- | ----------------- | -------- |
| João Paulo Mendonça | Légsúly     | B       | Marian Donat (POL) · GY    | Thierry Rey (FRA) · V   |                                |                   | Reino Fagerlund (FIN) · V | kiesett           | kiesett           |                   | 9.       |
| José António Branco | Harmatsúly  | A       | Abdoulaye Thera (MLI) · GY | Ilijan Nedkov (BUL) · V | kiesett                        | kiesett           |                           |                   |                   |                   | 13.      |
| António Roquete     | Váltósúly   | A       | erőnyerő                   | Berkane Adda (ALG) · GY | Bernard Tchoullouyan (FRA) · V | kiesett           |                           |                   |                   |                   | 10.      |

## Ökölvívás
| Versenyző          | Versenyszám | 32-es főtábla     | Nyolcaddöntő               | Negyeddöntő       | Elődöntő          | Döntő             | Helyezés |
| Versenyző          | Versenyszám | Ellenfél Eredmény | Ellenfél Eredmény          | Ellenfél Eredmény | Ellenfél Eredmény | Ellenfél Eredmény | Helyezés |
| ------------------ | ----------- | ----------------- | -------------------------- | ----------------- | ----------------- | ----------------- | -------- |
| João Manuel Miguel | Papírsúly   | erőnyerő          | Samil Szabirov (URS) · 0:5 | kiesett           | kiesett           | kiesett           | 9.       |

## Súlyemelés
| Versenyző  | Versenyszám | Szakítás | Szakítás | Lökés    | Lökés    | Összesen | Helyezés |
| Versenyző  | Versenyszám | Eredmény | Helyezés | Eredmény | Helyezés | Összesen | Helyezés |
| ---------- | ----------- | -------- | -------- | -------- | -------- | -------- | -------- |
| Raúl Diniz | 52 kg       | 82,5     | 17.      | 115,0    | 11.      | 197,5    | 13.      |

## Torna
Női
| Versenyző       | Versenyszám      | Selejtező | Selejtező | Döntő    | Döntő    |
| Versenyző       | Versenyszám      | Pontszám  | Helyezés  | Pontszám | Helyezés |
| --------------- | ---------------- | --------- | --------- | -------- | -------- |
| Avelina Alvarez | Talaj            | 16,80     | 61.       | kiesett  | kiesett  |
| Avelina Alvarez | Ugrás            | 17,50     | 56.       | kiesett  | kiesett  |
| Avelina Alvarez | Felemás korlát   | 16,90     | 61.       | kiesett  | kiesett  |
| Avelina Alvarez | Gerenda          | 17,80     | 51.       | kiesett  | kiesett  |
| Avelina Alvarez | Egyéni összetett | 69,00     | 61.       | kiesett  | kiesett  |

## Úszás
Férfi
| Versenyző          | Versenyszám    | Előfutam | Előfutam | Előfutam | Elődöntő | Elődöntő | Elődöntő | Döntő   | Döntő    |
| Versenyző          | Versenyszám    | Idő      | Hely.    | Össz.    | Idő      | Hely.    | Össz.    | Idő     | Helyezés |
| ------------------ | -------------- | -------- | -------- | -------- | -------- | -------- | -------- | ------- | -------- |
| Rui Abreu          | 100 m gyors    | 52,85    | 5.       | 23.      | kiesett  | kiesett  | kiesett  | kiesett | kiesett  |
| Rui Abreu          | 100 m hát      | 1:00,62  | 5.       | 25.      | kiesett  | kiesett  | kiesett  | kiesett | kiesett  |
| Rui Abreu          | 200 m gyors    | 1:55,25  | 4.       | 23.      |          |          |          | kiesett | kiesett  |
| Paulo Frischknecht | 200 m gyors    | 1:55,06  | 3.       | 21.      |          |          |          | kiesett | kiesett  |
| Paulo Frischknecht | 100 m pillangó | 57,94    | 5.       | 23.      | kiesett  | kiesett  | kiesett  | kiesett | kiesett  |